# Sendets (Pyrénées-Atlantiques)
Sendets település Franciaországban, Pyrénées-Atlantiques megyében. Lakosainak száma 1156 fő (2022. január 1.). Sendets Andoins, Artigueloutan, Idron, Lée, Morlaàs, Ousse és Serres-Morlaàs községekkel határos.

## Népesség
A település népessége az elmúlt években az alábbi módon változott:
| Lakosok száma | 916  | 977  | 1012 | 1007 | 1020 | 1048 | 1126 | 1148 | 1156 |
|               | 2013 | 2015 | 2016 | 2017 | 2018 | 2019 | 2020 | 2021 | 2022 |